# Juhani Karhumäki
Eero Urho Juhani Karhumäki (né le 20 août 1949 dans la commune rurale de Jyväskylä) est un mathématicien et informaticien théoricien finlandais, connu pour ses contributions à la théorie des automates et la combinatoire des mots. Il est professeur émérite à l'université de Turku en Finlande.

## Biographie
Karhumäki a obtenu son doctorat à l'université de Turku en 1976 sous la direction d'Arto Salomaa avec une thèse sur certains systèmes de Lindemayer. De 1980 à 1985, il est chercheur junior à l'Académie de Finlande. Depuis 1986, il occupe des postes d'enseignant à l'université de Turku, où il devient professeur titulaire en 1998. De 1998 à 2015, Karhumäki dirige le département de mathématiques à l'université de Turku. Il est l’auteur d’environ 200 articles de recherche.

## Distinctions
Karhumäki est membre de l'Académie finlandaise des sciences et des lettres depuis 2000 et de l'Academia Europaea depuis 2006. Une festschrift en son honneur a été publiée en 2009 dans un numéro spécial de Theoretical Computer Science.

## Contributions à la recherche
Karhumäki est membre du groupe de mathématiciens Lothaire qui a développé les fondements de la combinatoire des mots. En 1991, il a résolu avec Tero Harju le problème d'équivalence des automates finis à plusieurs bandes, problème resté longtemps ouvert. Karhumäki a contribué à différents domaines d'informatique théorique, notamment la théorie des langages formels, la combinatoire des mots et les solutions d'équations de mots, d'équations de langages et la complexité descriptive des automates finis.

## Baguage d'oiseaux
L'activité extra mathématique de Karhumäki est le baguage des oiseaux. Ce travail exige de la patience, des nerfs solides et une bonne forme physique, car le baguage nécessite souvent de grimper sur des arbres imposants pour atteindre les nids. Karhumäki a été élu « bagueur » de l'année 1989 en Finlande, une distinction impressionnante dans un pays où le baguage des oiseaux est très populaire. Depuis 1967, Juhani a bagué plus de douze mille oiseaux de plus d'une centaine d'espèces différentes.